# Jimmy Sturr
James W. "Jimmy" Sturr Jr., conosciuto come Jimmy Sturr (Warwick, 25 settembre 1941), è un polistrumentista e musicista statunitense.

## Biografia
Leader del gruppo Jimmy Starr & His Band. Ha vinto 18 Grammy Awards su 24 nomination nella categoria "miglior album polka". Vive oggi a Florida, un village della Contea di Orange, stato di New York.

## Discografia
- Not Just Another Polka
- Tribute to the Legends of Polka Music
- Polka Party
- Polka Cola con Bill Anderson
- Let the Whole World Sing (2009 Grammy)
- Come Share the Wine (2008 Grammy)
- Polka in Paradise con Bobby Vinton (2007 Grammy)
- The Greatest Hits of Polka
- Shake, Rattle and Polka! (2006 Grammy)
- Let's Polka 'Round con Charlie Daniels, Béla Fleck & Boots Randolph (2004 Grammy)
- Top of the World con Arlo Guthrie & Rhonda Vincent (2003 Grammy)
- Gone Polka (2002 Grammy) con Willie Nelson & Brenda Lee
- Touched by a Polka con Mel Tillis (2001 Grammy)
- Prime Time Polka
- Life's a Polka
- 83 Giant Polka Hits
- Dance with Me con Oak Ridge Boys & Flaco Jiménez (1999 Grammy)
- Polkapalooza
- Living on Polka Time (1998 Grammy) con Bill Anderson & Flaco Jiménez
- Polka! All Night Long (1997 Grammy) con Willie Nelson
- I Love to Polka (1996 Grammy)
- Polka Your Troubles Away
- Pure Polka
- Polka Favorites
- Saturday Night Polka
- Clarinet/Accordion Magic
- Sturr It Up
- Live at Gilley's! (1992 Grammy)
- When It's Polka Time at Your House (1991 Grammy)
- Fiddles On Fire
- Trip to Poland
- Pure Country
- All in My Love for You (1990 Grammy)
- Born to Polka  (1989 Grammy)
- A Polka Just for Me (1988 Grammy)
- I Remember Warsaw (1987 Grammy)
- 1st Class Polka's
- Hooked on Polkas
- On Tour
- All American Polkafest
- Polka Fever
- A Jimmy Sturr Christmas
- Polka Christmas
- Million Dollar Polkas
- Old Fashioned Christmas
- Christmas in My Hometown